# 仿生学

蓮花葉片表面呈現: 微觀視圖

仿生學（bionics）是模仿生物的特殊本領的一門科學。仿生學通過了解生物的結構和功能原理，來研製新的機械和新技術，或解決機械技術的難題。1958年8月由美國的J.E.Steele首先提出。
仿生學這個名詞是由“生物学”（biology）和“电子学”（electronics）组成。它因1970年代的美国电视连续剧《The Six Million Dollar Man》和《The Bionic Woman》在民间普及开来，两者改编自Martin Caidin的小说《Cyborg》，而其创作的灵感就是来自于Steele。 
仿生技术的支持者认为，生命形式和製造对象之间的技术转移是可取的，因为进化压力通常迫使包括动植物在内的生物有机体变得高度优化和高效。一个典型的例子就是通过观察发现没有任何东西会粘在莲花的表面上从而发展出防污防水的材料。（页面存档备份，存于）

## 研究
仿生學是一門集生命科學、物質科學理學、資訊科學、腦與認識科學、工程學、數學系力學、造型藝術及系統科學等學科的交叉學科。研究範圍包括了：
- 力學仿生
- 分子仿生
- 能量仿生
- 信息與控制仿生

## 參看
- 生命科學
- 機械工程
- 科技
- 生物科技